# Трамаца
Трама̀ца (на италиански и на сардински: Tramatza) е село и община в Южна Италия, провинция Ористано, автономен регион и остров Сардиния. Разположено е на 19 m надморска височина. Населението на общината е 992 души (към 2010 г.).